# Dawn (LiSAの曲)
「dawn」（ドーン）は、LiSAの楽曲。LiSAが作詞、草野華余子と堀江晶太が作曲を手がけた。18枚目のシングルとして2021年1月13日にSACRA MUSICから発売。また、CDシングルリリースに先立ち、同年1月11日に表題曲のみの単曲がフルサイズで先行配信された。

## 概要
前作「炎」から約3か月ぶりのCDシングル。表題曲「dawn」は、オリジナルテレビアニメーション『バック・アロウ』のOPテーマとなっている。
販売形態は、自身初となる1形態で通常盤のみで、初回プレス分にはアニメ描き下ろし三方背スリーブケースが付いている。

## チャート成績
本シングルは、2021年1月25日付（集計期間：2021年1月11日～1月17日）のビルボード・ジャパンチャートおいて、「Download Songs」1位 (21,767DL) を獲得。「Top Single Sales」では初動売上10,394枚を記録して4位に登場し、ほかにもルックアップ11位、Twitter 12位、動画再生27位をマークし、総合ソング・チャート「JAPAN HOT 100」では11位に初登場した。

## 収録曲
| #         | タイトル                                     | 作詞      | 作曲                 | 編曲      | 時間  |
| --------- | -------------------------------------------- | --------- | -------------------- | --------- | ----- |
| 1.        | 「dawn」(TVアニメ『バック・アロウ』OPテーマ) | LiSA      | 草野華余子・堀江晶太 | 堀江晶太  | 4:06  |
| 2.        | 「BRAND NEW YOU」                            | 小南泰葉  | 小南泰葉             | 江口亮    | 3:44  |
| 3.        | 「dawn」(TV ver.)                            |           |                      |           | 1:33  |
| 4.        | 「dawn」(Instrumental)                       |           |                      |           | 4:06  |
| 合計時間: | 合計時間:                                    | 合計時間: | 合計時間:            | 合計時間: | 13:29 |